# Coordinadora d'Associacions per la Llengua Catalana
La Coordinadora d'Associacions per la Llengua catalana (CAL) és una entitat amb finalitats de tipus cultural que, entre altres coses, s'encarrega d'organitzar el Correllengua.
Segons les seves pròpies paraules, és una organització sorgida de la societat civil i s'encarrega de treballar per l'assoliment de la plena normalització lingüística, nacional i cultural dels Països Catalans. No admet sindicats ni partits polítics com a socis pròpiament dits. Per tant, les accions de la CAL podrien emmarcar-se en un moviment per la defensa de la cultura i de la llengua catalanes, no necessàriament lligat a un posicionament polític concret.

## Història
La coordinadora va ser fundada l'any 1996 i els seus membres en gran part provenien de la dissolució de l'associació coneguda com La Crida. El seu inici se situa en un context sociopolític concret, en el marc d’un règim democràtic en procés de restabliment que reconeixia formalment la pluralitat lingüístico-cultural de les diferents autonomies, i també es negociava una nova Llei de Política Lingüística a Catalunya. Lluny de ser reflectits en la pràctica, aquests avenços esperats per la població catalana es veien compromesos per les forces polítiques que arribaven al poder en aquell moment. Amb tot, es va veure la necessitat de crear la CAL com a resposta a aquests esdeveniments. D'aquesta manera, l'organització es va emmarcar en un moviment social per la defensa de la cultura i llengua catalana que segueix avui dia.

## Objectius
La CAL busca assolir la normalització de l’ús social de la llengua catalana, creant espais de relació social en català, com ara el Xerrem Junts o els Garbells de Llengua.  L’organització posa també molt d’èmfasi en afavorir la cohesió social, la interculturalitat i la diversitat, tal com demostra en la seva col·laboració amb la Taula intercultural del Secretariat de Sants, Hostafrancs i la Bordeta al seu programa de ràdio Xerrem d’Arreu. Tot plegat pretén fer difusió de la cultura i la llengua catalanes, augmentant així la consciència de pertinença a la nació catalana.